# Kaneaster Hodges, Jr.
Kaneaster Hodges, Jr. (Newport, 1938. augusztus 20. – Newport, 2022. március 23.) az Amerikai Egyesült Államok szenátora (Arkansas, 1977–1979).